# Pseudomyrmex subtilissimus
Pseudomyrmex subtilissimus es una especie de hormiga del género Pseudomyrmex, subfamilia Pseudomyrmecinae. Esta especie fue descrita científicamente por Emery en 1890.

## Distribución
Se encuentra en Colombia, Costa Rica, México y Nicaragua.